# Nordlig flikhonungsfågel
Nordlig flikhonungsfågel (Foulehaio taviunensis) är en fågel i familjen honungsfåglar inom ordningen tättingar.

## Utbredning och systematik
Arten förekommer enbart i Fiji, på öarna Taveuni och Vanua Levu. Tidigare betraktades den som en underart till F. carunculatus och vissa gör det fortfarande.

## Status
IUCN kategoriserar den som livskraftig.